# Xã De Groat, Quận Ramsey, Bắc Dakota
Xã De Groat (tiếng Anh: De Groat Township) là một xã thuộc quận Ramsey, tiểu bang Bắc Dakota, Hoa Kỳ. Năm 2010, dân số của xã này là 22 người.